# Maria Stuarda (Alfieri)
Maria Stuarda è una tragedia di Vittorio Alfieri, scritta e pubblicata nel 1778.
La vicenda è ispirata alla figura della cattolica regina di Scozia Maria Stuarda, che, ospite dell'arida e assetata di potere Regina Elisabetta d’Inghilterra, tramò per ucciderla. Ma smascherata, fu condannata a morte per decapitazione; accettò la sorte come purificazione dai peccati commessi. La tragedia si riferisce al periodo che Maria trascorse in Scozia col secondo marito.

## Trama
La sfortunata Maria regina di Scozia, nata nel 1542, sposò in prime nozze, nel 1558, il delfino di Francia, che divenne re nel 1559. Egli morì l'anno seguente, e la vedova si risposò nel 1565 col cugino Enrico Stuart, conte di Darnley (chiamato Arrigo nella tragedia). Nel 1566, con la connivenza di Darnley, avvenne l'omicidio di Rizio, segretario di Maria. Oltre a Maria e Darnley, gli altri personaggi della tragedia sono: il conte di Bothwell (Botuello), che Maria sposò nel 1567, dopo l'assassinio di Darnley e la distruzione della sua dimora, che costituiscono la catastrofe della tragedia; Ormond (Ormondo), ambasciatore della regina Elisabetta presso Maria; il conte di Murray (Lamorre), in seguito divenuto famoso, un capo della chiesa riformista scozzese, figlio naturale di Giacomo V e reggente del regno durante la minore età del figlio di Maria, Giacomo VI di Scozia e I d'Inghilterra.
Il testo alfieriano descrive, allontanandosi alquanto dai veri fatti storici, come si giunge all'uccisione di Arrigo, a cui Maria, succube del ministro Botuello, non riesce ad opporsi. Sullo sfondo, lo scontro tra Cattolicesimo e Protestantesimo.
La vicenda si svolge nella reggia di Maria, a Edimburgo.

### Atto I
Nella prima scena, Lamorre rimprovera Maria per il suo allontanamento dal marito, che lo ha indotto a lasciare la corte. Maria sostiene che la ragione principale è il suo coinvolgimento nell'omicidio di Rizio. Quando Maria rimane sola entra Ormondo che, nella sua qualità di ambasciatore di Elisabetta, le chiede di adottare una condotta più mite verso la parte dei suoi sudditi, la grande maggioranza, che hanno abbandonato l'alleanza con la chiesa romana, e di riconciliarsi con Arrigo. Maria è infastidita dall'interferenza di Elisabetta, e chiede consiglio al suo favorito Botuello su come comportarsi.

### Atto II
Si incontrano Arrigo e Lamorre, e quest'ultimo chiede al re di rinunciare alla fede nella chiesa romana, della quale egli si è fatto seguace, e di indurre Maria a far cessare la persecuzione dei protestanti. Arrigo si lamenta del proprio matrimonio, ma acconsente a un colloquio con la regina. Le parla orgogliosamente, e respinge i suoi tentativi di riconciliazione, chiedendo che gli venga restituita interamente la sua posizione di re e gli sia affidata la cura del loro figlio. Botuello però consiglia a Maria di non consentire ad Arrigo di recarsi al palazzo dove vive il principe, temendo che possa verificarsi qualche complotto per rapirlo. Botuello suggerisce anche che Maria ed Arrigo tornino a vivere insieme nel vecchio castello di Edimburgo, per capire come l'amore di Maria possa influenzare la condotta del re.

### Atto III
Arrigo ed Ormondo si incontrano. Ormondo assicura il re della solidarietà propria e di Elisabetta, e si dice pronto a servirlo. Il re accenna alla possibilità di un volontario esilio, e Ormondo gli suggerisce di ritirarsi in Inghilterra, poi astutamente avanza la proposta di un piano per rapire il figlio, destinato a divenire un giorno re d'Inghilterra, e farlo educare secondo i precetti del protestantesimo presso Elisabetta; Ormondo promette che in cambio quest'ultima nominerà Arrigo reggente durante la minore età del figlio.
Si incontrano poi Botuello ed Arrigo. Botuello, da parte di Maria, mette in guardia Arrigo dall'affidarsi agli intrighi di Ormondo, che Maria ha scoperto. Quando Arrigo e Ormondo si incontrano nuovamente, l'ambasciatore si scusa per ciò che ha fatto, ma asserisce di essere stato istigato dalla stessa Maria.

### Atto IV
Il re e la regina che si accusano aspramente a vicenda. Maria nega di essere coinvolta nel complotto, ed Arrigo dice di pretendere la morte di Botuello e l'immediato allontanamento di Ormondo. Ella rifiuta, quindi il re, pronunciando le ultime parole nella tragedia, le dice che dormirà nel vecchio castello, come Maria desidera, ma solo per una notte, poi lascerà Edimburgo.
Botuello sostiene poi con Maria che Arrigo ed Ormondo stanno realmente complottando per rapire il piccolo Giacomo e condurlo in Inghilterra per educarlo al protestantesimo, e che Arrigo per questo verrà ricompensato con il trono di Scozia. Maria replica che Arrigo l'ha appena accusata di complottare contro di lui, e di essersi servita di Ormondo. Ormondo viene convocato, e scarica ogni colpa su Arrigo, dicendolo il vero ideatore del complotto. Queste dichiarazioni portano al sommo l'irritazione di Maria verso il marito, tanto che ella permette a Botuello di circondare con truppe il castello dove Arrigo dormirà, pregandolo di impedire il presunto progetto di rapire il loro figlio.

### Atto V
Lamorre giunge affannato da Maria, protestando perché lei ha consentito a Botuello e ai suoi alleati di circondare il castello dove si trova Arrigo. Lamorre, ispirato, con parole infiammate descrive dapprima il prossimo assassinio di Arrigo, poi con tono profetico annuncia l'esecuzione della stessa Maria per mano di Elisabetta e la definitiva rovina ed estinzione della stirpe degli Stuart. Maria, terrorizzata, lo implora di recarsi subito a salvare Arrigo.
Giunge quindi Botuello annunciando che l'accesso al castello è interdetto a chiunque, e che nemmeno Lamorre vi potrà entrare. Mentre Botuello parla, si ode una violenta esplosione. Torna Lamorre, annunciando che la rocca dove il re dormiva è stata distrutta, e che egli ha trovato la morte tra le rovine. Mentre cala il sipario, Maria giura vendetta su chi l'ha tradita:
Botuello: Il tuo dolor, regina,
rispetto io sì; ma per me pur non tremo.
Lamorre: Tremar dei tu? — Finché dal ciel non piomba
il fulmin qui, chi non è reo sol tremi.»